# Union nationale pour la démocratie et le renouveau
Union nationale pour la démocratie et le renouveau er et politisk parti i Tchad, ledet af Saleh Kebzabo.
| Politisk parti | Spire Denne artikel om et politisk parti eller gruppe er en spire som bør udbygges. Du er velkommen til at hjælpe Wikipedia ved at udvide den. |